# Артёмовский сахарный завод
Артёмовский сахарный завод — предприятие пищевой промышленности в Чутовском районе Полтавской области Украины.

## История
Сахарный завод у железнодорожной станции Скороходово в Полтавской губернии Российской империи был построен в 1903-1905 гг. и начал работу в 1905 году. В это же время при строящемся заводе возник рабочий посёлок.
После окончания гражданской войны завод был восстановлен и возобновил работу.
Во время Великой Отечественной войны в связи с приближением линии фронта оборудование Артёмовского сахарного завода было эвакуировано в село Сталинское Киргизской ССР. Посёлок Артёмовка в 1941—1943 гг. находился под немецкой оккупацией, поэтому  предприятие пострадало, но в дальнейшем оно было восстановлено. После войны на базе завода был создан Артёмовский сахарный комбинат (в состав которого вошли сахарный завод и обеспечивавший его сырьём крупный свеклосовхоз им. Артёма).
В 1967 году производственные мощности предприятия обеспечивали возможность переработки 16 тыс. центнеров сахарной свеклы в сутки.
В целом, в советское время сахарный комбинат входил в число ведущих предприятий посёлка, на его балансе находились жилые дома и другие объекты социальной инфраструктуры.
После провозглашения независимости Украины обеспечивавший предприятие сахарной свеклой совхоз был расформирован, и сахарный комбинат был переименован в Артёмовский сахарный завод. В дальнейшем, государственное предприятие было преобразовано в открытое акционерное общество.
Собственником завода стал агропромышленный холдинг "Астарта-Киев".